# Monika Brodka
Monika Maria Brodka (Żywiec, 7 febbraio 1987) è una cantante polacca.

## Biografia
Nata in un piccolo villaggio situato negli altipiani del sud del Paese, Monika ha studiato violino e ha cantato in gruppi folkloristici sin da piccola.
Nel 2003 ha partecipato al talent show polacco Pop Idol e, col 69% dei voti, nel 2004 è stata proclamata vincitrice dell'edizione. Nell'autunno dello stesso anno ha pubblicato il suo album di debutto, contenente alcune cover di canzoni già note e inediti fatti da lei. Per aver venduto più di 40 000 copie, l'album è stato certificato disco d'oro in Polonia. Da esso sono stati estratti due singoli: Ten e Dziewczyna mojego chłopaka. Nel 2005 ha ricevuto il premio come rivelazione dell'anno. Il 10 giugno 2005 è uscita la canzone Miałeś być... che anticipava la ristampa del suo album di debutto.
Il 20 novembre 2006 Monika ha pubblicato il suo secondo album di studio, intitolato Moje piosenki (la mia canzone), che, nonostante le critiche contrastanti, ha venduto 25 000 copie ed è stato certificato disco d'oro come l'album precedente. Per promuoverlo sono stati distribuito tre singoli: Znam Cię na pamięć, Miał być ślub e Za mało wiem. Nel 2008 Monika ha registrato inoltre la canzone Niagara Falls coi Silver Rocket.

## Discografia

### Album in studio
- 2004 – Album
- 2006 – Moje piosenki
- 2010 – Granda
- 2016 – Clashes
- 2021 – Brut

### Album dal vivo
- 2018 – MTV Unplugged